# Now Deh-e Pasīkhān
Now Deh-e Pasīkhān (persiska: نو ده پسیخان) är en ort i Iran.   Den ligger i provinsen Gilan, i den nordvästra delen av landet, 240 km nordväst om huvudstaden Teheran. Now Deh-e Pasīkhān ligger 4 meter över havet och antalet invånare är 157.
Terrängen runt Now Deh-e Pasīkhān är platt, och sluttar norrut. Runt Now Deh-e Pasīkhān är det tätbefolkat, med 659 invånare per kvadratkilometer. Närmaste större samhälle är Rasht, 12,3 km öster om Now Deh-e Pasīkhān. Trakten runt Now Deh-e Pasīkhān består till största delen av jordbruksmark.